# El Monte, Querétaro Arteaga
El Monte är en ort i Mexiko.   Den ligger i kommunen El Marqués och delstaten Querétaro Arteaga, i den centrala delen av landet, 170 km nordväst om huvudstaden Mexico City. El Monte ligger 1 919 meter över havet och antalet invånare är 199.
Terrängen runt El Monte är platt åt nordost, men åt sydväst är den kuperad. Runt El Monte är det ganska tätbefolkat, med 222 invånare per kvadratkilometer. Närmaste större samhälle är Santiago de Querétaro, 19,3 km väster om El Monte. Trakten runt El Monte består till största delen av jordbruksmark.